# مصمم الحدائق
مصمم الحدائق هو الشخص الذي يُصمم مخطط الحدائق وميزاتها، سواء أن كان محترفًا أو محبًا لثصميم الحدائق، وتكون العناصر التركيبية لتصميم الحدائق وتصميم المناظر الطبيعية هي: التضاريس، والمياه، والغرس، والعناصر المبنية والمباني، والَّرصف/التبليط وخصائص الموقع والمواقع العبقرية، والصفات المناخية المحلية.

## الخدمات
مصممو الحدائق هم أشخاص يعملون داخل شركة تنسيق حدائق متخصصون ماهرون يتعاملون مع التخطيط الرئيسي للمناظر الطبيعية وتصميم الحدائق، ويتشاورون لنصح العملاء،  ويقدمون التوجيه والإشراف أثناء البناء، وإدارة الإنشاء والصيانة بمجرد إنشاء الحديقة، حيث أنهم قادرون على تقديم دراسة مسحية للموقع وتحضير رسومات لتطورات الحديقة منذ إنشاء الفكرة وحتى البناء، ومصادر النبات ومواد البناء.
و تاريخياً، لقد تم تصميم العديد من الحدائق من قبل أشخاص موهوبين دون تدريب رسمي، والعديد من الحدائق الأخرى تم تصميمها من قبل أشخاص لم يكن تدريبهم الفني أو التصميمي يركز بشكل أساسي على الحدائق، وكذلك، تزايدت التعقيدات في امور التصميم البيئي المعاصر والتكنولوجيا لملء مجال مصممي الحدائق المحترفين.

## الأساليب

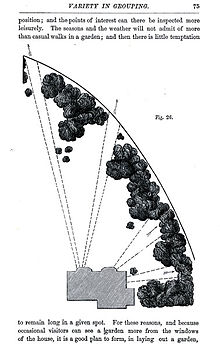
رسم توضيحي من كتاب شهير في القرن التاسع عشر عن تصميم الحديقة: إدوارد كيمب "كيف تصمم حديقة". يوضح الرسم كيفية زرع مجموعة من الأشجار لتأطير المناظر للمشهد الذي وراءها

يستخدم مصممو الحدائق مجموعة واسعة من أساليب التصميم، حيث يعتمدون جزئيًا  على الفترة التاريخية التي عملوا فيها وجزئيًا على النظام المهني الذي تربطهم به علاقة قوية.
على سبيل المثال، يمكن للشخص أن يطلق على الحديقة  «حديقة مهندس معماري» أو «حديقة فنان» أو «حديقة  زارع النبات».
وعند التعامل مع هذا الموضوع تاريخيًا، يمكن القول إنه من المحتمل أن تكون الحدائق القديمة قد «رُسمت» مباشرة على الأرض، وأن حدائق عصر النهضة رُسمت على الورق وأن الحدائق الحديثة مرسومة على الكمبيوتر. تؤثر عملية التصميم دائمًا على المنتج المصمم.
و يوجد فارقٌ بين المصممين الذين يبدأون بلوحة النباتات واحتياجاتها، والتي تُسمى بتصميم الحدائق؛ وأولئك المصممين الذين يبدأون بالنظر في المساحة وتكوين المكان لإنشاء مساحات معمارية وطرق التعامل مع النباتات والعناصر الأخرى، وهذه العملية تُسمى تصميم المناظر الطبيعية. وتحتوي الحدائق الشهيرة على العديد من النباتات المثيرة للاهتمام التي يمكن التخطيط لها بشكل غير كامل ككل وكأنها تركيب مندمج، وكما يمكن أن تفتقر العديد من الحدائق التي تم التخطيط لها جيدًا في تصميمها العام إلى الاهتمامات المتعلقة بتفاصيل الزراعة.
يمكن لبعض البستانيين الحريصين الذين لديهم معرفة جيدة بالنباتات أن يعارضوا تصورات /مفاهيم التصميم.  و يمتلك بعض مصممي ومهندسي المناظر الطبيعية المتخصصين  قدرًا ضئيلًا من المعرفة والخبرة النباتية والبستانية المتنوعة. ويمكن لمصمم الحدائق المختص والموهوب تجميع كل من الاحتياجات لتصميم الرمال وإنشاء مناظر طبيعية وحدائق جميلة ومستدامة.

## تعليم تصميم الحدائق
تاريخيا، تم تدريب مصممي الحدائق تحت نظام تدريب المبتدئين، مثل أندريه لو نوتر مع والده وبياتريكس فاران مع تشارلز سبراج سارجنت.ولقد تم إنشاء دورات متخصصة في تخطيط المناظر الطبيعية وتصميم الحدائق على مستوى الجامعة في القرن العشرين، وهي مرتبطة بشكل عام بأقسام الزراعة أو البستنة أو الهندسة المعمارية.
وفي النصف الثاني من القرن العشرين، غيّرت العديد من هذه الدورات نطاق تركيزها وتسمياتها، من تصميم الحدائق إلى هندسة المناظر الطبيعية.
و قرب نهاية القرن العشرين، تم إنشاء عدد من مناهج تصميم الحدائق لدرجة البكالوريوس مع التركيز بشكل أكبر على التصميم أكثر من البستنة، حيث أنه تُواصل كل مِن كليات البستنة، في أقسام بستنة الزينة، وكليات الهندسة المعمارية، في أقسام هندسة المناظر الطبيعية، تدريب مصممي الحدائق المعاصرين.